# San Cipriano Picentino
San Cipriano Picentino est une commune italienne de la province de Salerne, dans la région Campanie.
On peut y voir les ruines médiévales du château de Montevetrano.

## Administration
| Période                                  | Période | Identité | Étiquette | Qualité |
| ---------------------------------------- | ------- | -------- | --------- | ------- |
|                                          |         |          |           |         |
| Les données manquantes sont à compléter. |         |          |           |         |

### Hameaux
Filetta, Campigliano.

### Communes limitrophes
Castiglione del Genovesi, Giffoni Sei Casali, Giffoni Valle Piana, Salerne, San Mango Piemonte.